# Поздняков, Эльгиз Абдулович
 Эльги́з Абду́лович Поздняко́в  (7 июня 1929, Казань — 5 января 2016, Москва) — советский и российский политолог, доктор исторических наук. Главный научный сотрудник, руководитель группы теории международных отношений ИМЭМО РАН. Автор первого российского учебника по геополитике.

## Биография
Закончил 1-ю Московскую артиллерийскую спецшколу и 2-е Ленинградское артиллерийское училище.
С 1949 по 1957 год служил командиром взвода.
С 1957 по 1959 год — слесарь-сборщик на радиотехническом заводе (Москва).
C 1959 по 1964 год учился в МГИМО.
В 1964 году поступил в аспирантуру а затем был принят на работу в Институт мировой экономики и международных отношений (ИМЭМО АН СССР), где проработал всю оставшуюся жизнь.
В 1968 году защищает кандидатскую диссертацию («Молодые государства Азии и Африки в ООН»), а в 1978 году — докторскую диссертацию («Проблемы системного исследования международных отношений»).
С 1993 года — профессор МГИМО МИД РФ.

### Монографии
- «Молодые государства Азии и Африки в ООН». М., «Наука», 1974.
- «Системный подход и международные отношения» — М.: «Наука», 1976 г.
- «Внешнеполитическая деятельность и межгосударственные отношения» — М.: «Наука», 1980 г.
- «Философия политики»- М.: «Палея», 1994, 2011 гг.
- «Нация. Национализм. Национальные интересы» — М.: «Прогресс-Культура»,1994.
- «Геополитика» — М.: Прогресс, Культура, 1995 г.
- «Политика и нравственность» — М.: «Прогресс-Культура», 1995 г.
- «Философия государства и права» — М.: «Прогресс-Культура», 1995, 2011 гг.
- «Философия культуры» — М.: "Интурреклама. «Полиграф-Сервис», 1999 г.
- «Философия преступления» — М.: 2001 г.
- «Философия свободы» — М.: 2004 г.
- «Извечные загадки науки (глазами дилетанта)», М.: «Бослен», 2005 г.
- «Человек: кто ты, откуда ты, куда ты идешь?», М.: «Бослен», 2007 г.
- «Умом Россию не понять…», М., «Бослен», 2008.
- «Что такое история и нужно ли её знать?» — М.: «Идея-Пресс», 2010 г.
- «Природа и сущность человека» — М.: «Бослен», 2011 г.
- «Жизнь — что это такое?» — М.: «Бослен», 2012 г.
- «Russia Demystified: The Search for Modern Russia» — New York: «Liberty Publishing House», 2012 г.
- Поздняков Э.А. Философия политики. 3-е изд. — М.: Весь Мир, 2014. — 544 с. — ISBN 978-5-7777-0588-4.
- Поздняков Э.А. Философия культуры. 2-е изд. — М.: Весь Мир, 2015. — 608 с. — ISBN 978-5-7777-0655-3.
- Поздняков Э.А. Философия государства и права. 2-е изд. — М.: Весь Мир, 2016. — 344 с. — ISBN 978-5-7777-0619-5.

### Сборники статей
- «Национальные интересы: теория и практика» / Под редакцией Э. А. Позднякова — М.: ИМЭМО РАН, 1991.
- «Геополитика: теория и практика» / Под редакцией Э. А. Позднякова — М.: ИМЭМО РАН, 1993.
- «Баланс сил в мировой политике: теория и практика» / Под редакцией Э. А. Позднякова — М.: ИМЭМО РАН, 1993.